# LP (The Soviettes)
LP is het debuutalbum van de Amerikaanse punkband The Soviettes. Het werd in 2003 uitgegeven door Adeline Records en is het eerste album van The Soviettes waar drummer Danny Henry op te horen is.

## Nummers
Kant A
1. "Blue Stars" - 1:52
2. "Bottom's Up, Bottomed Out" - 1:37
3. "9th St." - 2:29
4. "1308" - 2:11
5. "Go Lambs Go!" - 2:03
6. "B Squad" - 1:56
7. "Tailwind" - 1:53

Kant B
1. "Matt's Song" - 2:48
2. "Clueless" - 1:27
3. "Thin Ice" - 1:17
4. "The Land of the Clear Blue Radio" - 2:37
5. "Undeliverable" - 2:54
6. "Cuff Wars" - 2:28
7. "Her Neon Heart" - 3:15

## Band
- Annie Holoien - gitaar, zang
- Maren "Stugeon" Macosko - gitaar, zang
- Danny Henry - drums, zang
- Susy Sharp - basgitaar, zang